# Оскар (кинопремия, 1960)
32 церемония вручения наград премии «Оскар» за заслуги в области кинематографа за 1959 год состоялась 4 апреля 1960 года в Pantages Theatre (Голливуд, Лос-Анджелес, Калифорния). Номинанты были объявлены 22 февраля 1960 года.
Историческая лента «Бен-Гур», в жанре пеплум, режиссёра Уильяма Уайлера стала триумфатором церемонии, собрав одиннадцать наград (из 12 номинаций), включая призы в основных категориях: за лучший фильм, лучшую режиссуру, главную мужскую роль и мужскую роль второго плана. Фильм обошёл достижение по количеству наград, установленное годом ранее музыкальной комедией «Жижи» (9 наград). Данный рекорд не превзойдён и по сегодняшний день, лишь дважды его удалось повторить: в 1998 году — драме «Титаник» и в 2004 году — фэнтези «Властелин колец: Возвращение короля».
Композитор Андре Превин второй год подряд принимал награду за лучший саундтрек к музыкальному фильму («Порги и Бесс»). Художник-постановщик Уильям А. Хорнинг также второй год подряд был удостоен премии в соответствующей номинации, причём оба раза — посмертно.

## Фильмы, получившие несколько номинаций
| Фильм                                                             | номинации | награды |
| ----------------------------------------------------------------- | --------- | ------- |
| • Бен-Гур / Ben-Hur                                               | 12        | 11      |
| • Дневник Анны Франк / The Diary of Anne Frank                    | 8         | 3       |
| • История монахини / The Nun’s Story                              | 8         | -       |
| • Анатомия убийства / Anatomy of a Murder                         | 7         | -       |
| • Путь наверх / Room at the Top                                   | 6         | 2       |
| • В джазе только девушки / Some Like It Hot                       | 6         | 1       |
| • Интимный разговор / Телефон пополам / Pillow Talk               | 5         | 1       |
| • Порги и Бесс / Porgy and Bess                                   | 4         | 1       |
| • Пять пенни / The Five Pennies                                   | 4         | -       |
| • Внезапно, прошлым летом / Suddenly, Last Summer                 | 3         | -       |
| • Молодые филадельфийцы / The Young Philadelphians                | 3         | -       |
| • На север через северо-запад / North by Northwest                | 3         | -       |
| • Карьера / Career                                                | 3         | -       |
| • Великий рыбак / The Big Fisherman                               | 3         | -       |
| • Путешествие к центру Земли / Journey to the Center of the Earth | 3         | -       |
| • Последний разгневанный человек / The Last Angry Man             | 2         | -       |
| • Имитация жизни / Imitation of Life                              | 2         | -       |
| • На берегу / On the Beach                                        | 2         | -       |
| • Всё самое лучшее / The Best of Everything                       | 2         | -       |

## Список лауреатов и номинантов
★ Победители выделены отдельным цветом. 

### Основные категории
| Категории | Лауреаты и номинанты | Лауреаты и номинанты                                                             |
| --- | --- | -------------------------------------------------------------------------------- |
| Лучший фильм | ★ «Бен-Гур» / Ben-Hur (продюсер: Сэм Цимбалист (посмертно)                                                                     | ★ «Бен-Гур» / Ben-Hur (продюсер: Сэм Цимбалист (посмертно)                       |
| Лучший фильм | • Анатомия убийства / Anatomy of a Murder (продюсер: Отто Премингер)                                                           |                                                                                  |
| Лучший фильм | • Дневник Анны Франк / The Diary of Anne Frank (продюсер: Джордж Стивенс)                                                      |                                                                                  |
| Лучший фильм | • История монахини / The Nun’s Story (продюсер: Генри Бланк)                                                                   |                                                                                  |
| Лучший фильм | • Путь наверх / Room at the Top (продюсеры: Джон Вулф и Джеймс Вулф)                                                           |                                                                                  |
| Лучший режиссёр | | ★ Уильям Уайлер за фильм «Бен-Гур»                                               |
| Лучший режиссёр | • Джордж Стивенс — «Дневник Анны Франк»                                                                                        |                                                                                  |
| Лучший режиссёр | • Фред Циннеман — «История монахини»                                                                                           |                                                                                  |
| Лучший режиссёр | • Джек Клейтон — «Путь наверх»                                                                                                 |                                                                                  |
| Лучший режиссёр | • Билли Уайлдер — «В джазе только девушки»                                                                                     |                                                                                  |
| Лучший актёр | | ★ Чарлтон Хестон — «Бен-Гур» (за роль Иуды Бен-Гура)                             |
| Лучший актёр | • Лоренс Харви — «Путь наверх» (за роль Джо Лэмптона)                                                                          |                                                                                  |
| Лучший актёр | • Джек Леммон — «В джазе только девушки» (за роль Джерри / Дафны)                                                              |                                                                                  |
| Лучший актёр | • Пол Муни — «Последний разгневанный человек» (за роль доктора Сэма Абельмана)                                                 |                                                                                  |
| Лучший актёр | • Джеймс Стюарт — «Анатомия убийства» (за роль Пола Биглера)                                                                   |                                                                                  |
| Лучшая актриса | | ★ Симона Синьоре — «Путь наверх» (за роль Элис Эйсджилл)                         |
| Лучшая актриса | • Дорис Дэй — «Интимный разговор» (за роль Джен Морроу)                                                                        |                                                                                  |
| Лучшая актриса | • Одри Хепбёрн — «История монахини» (за роль сестры Люк (Габриэль ван дер Маль))                                               |                                                                                  |
| Лучшая актриса | • Кэтрин Хепбёрн — «Внезапно, прошлым летом» (за роль миссис Виолет Вэнейбл)                                                   |                                                                                  |
| Лучшая актриса | • Элизабет Тейлор — «Внезапно, прошлым летом» (за роль Кэтрин Холли)                                                           |                                                                                  |
| Лучший актёр второго плана | Хью Гриффит (кадр из фильма «Бен-Гур»)                                                                                         | ★ Хью Гриффит — «Бен-Гур» (за роль шейха Ильдерима)                              |
| Лучший актёр второго плана | Хью Гриффит (кадр из фильма «Бен-Гур»)                                                                                         | • Артур О’Коннелл — «Анатомия убийства» (за роль Пэрнелла Эмметта МакКарти)      |
| Лучший актёр второго плана | Хью Гриффит (кадр из фильма «Бен-Гур»)                                                                                         | • Джордж К. Скотт — «Анатомия убийства» (за роль Клода Дэнсера)                  |
| Лучший актёр второго плана | Хью Гриффит (кадр из фильма «Бен-Гур»)                                                                                         | • Роберт Вон — «Молодые филадельфийцы» (за роль Честера «Чета» Гвинна)           |
| Лучший актёр второго плана | Хью Гриффит (кадр из фильма «Бен-Гур»)                                                                                         | • Эд Уинн — «Дневник Анны Франк» (за роль Альберта Дюсселя)                      |
| Лучшая актриса второго плана | | ★ Шелли Уинтерс — «Дневник Анны Франк» (за роль Петронеллы ван Даан)             |
| Лучшая актриса второго плана | • Гермиона Баддели — «Путь наверх» (за роль Элспет)                                                                            |                                                                                  |
| Лучшая актриса второго плана | • Сьюзан Конер — «Имитация жизни» (за роль Сары Джейн (в 19 лет))                                                              |                                                                                  |
| Лучшая актриса второго плана | • Хуанита Мур — «Имитация жизни» (за роль Энни Джонсон)                                                                        |                                                                                  |
| Лучшая актриса второго плана | • Телма Риттер — «Интимный разговор» (за роль Алмы)                                                                            |                                                                                  |
| Лучший сценарий, созданный непосредственно для экранизации (Best Writing, Story and Screenplay – Written Directly for the Screen) | ★ Расселл Раус, Кларенс Грин, Стэнли Шапиро и Морис Ричлин — «Интимный разговор»                                               | ★ Расселл Раус, Кларенс Грин, Стэнли Шапиро и Морис Ричлин — «Интимный разговор» |
| Лучший сценарий, созданный непосредственно для экранизации (Best Writing, Story and Screenplay – Written Directly for the Screen) | • Франсуа Трюффо и Марсель Мусси — «Четыреста ударов»                                                                          |                                                                                  |
| Лучший сценарий, созданный непосредственно для экранизации (Best Writing, Story and Screenplay – Written Directly for the Screen) | • Эрнест Леман — «На север через северо-запад»                                                                                 |                                                                                  |
| Лучший сценарий, созданный непосредственно для экранизации (Best Writing, Story and Screenplay – Written Directly for the Screen) | • Пол Кинг, Джозеф Стоун, Стэнли Шапиро и Морис Ричлин — «Операция „Нижняя юбка“»                                              |                                                                                  |
| Лучший сценарий, созданный непосредственно для экранизации (Best Writing, Story and Screenplay – Written Directly for the Screen) | • Ингмар Бергман — «Земляничная поляна»                                                                                        |                                                                                  |
| Лучший адаптированный сценарий (Best Writing, Screenplay Based on Material from Another Medium)                                   | ★ Нил Пэтерсон — «Путь наверх» (по одноимённому роману Джона Брэйна)                                                           | ★ Нил Пэтерсон — «Путь наверх» (по одноимённому роману Джона Брэйна)             |
| Лучший адаптированный сценарий (Best Writing, Screenplay Based on Material from Another Medium)                                   | • Уэнделл Мейс — «Анатомия убийства» (по одноимённому роману Роберта Трэвера)                                                  |                                                                                  |
| Лучший адаптированный сценарий (Best Writing, Screenplay Based on Material from Another Medium)                                   | • Карл Танберг — «Бен-Гур» (по роману Лью Уоллеса «Бен-Гур: история Христа»)                                                   |                                                                                  |
| Лучший адаптированный сценарий (Best Writing, Screenplay Based on Material from Another Medium)                                   | • Роберт Андерсон — «История монахини» (по одноимённому роману Кэтрин Халм)                                                    |                                                                                  |
| Лучший адаптированный сценарий (Best Writing, Screenplay Based on Material from Another Medium)                                   | • Билли Уайлдер и И. А. Л. Даймонд — «В джазе только девушки» (на основе оригинальной истории Роберта Торена и Михаэля Логана) |                                                                                  |
| Лучший фильм на иностранном языке                                                                                                 | ★ «Чёрный Орфей» / Orfeu Negro (Франция) реж. Марсель Камю                                                                     | ★ «Чёрный Орфей» / Orfeu Negro (Франция) реж. Марсель Камю                       |
| Лучший фильм на иностранном языке                                                                                                 | • Мост / Die Brücke (ФРГ) реж. Бернхард Викки                                                                                  |                                                                                  |
| Лучший фильм на иностранном языке                                                                                                 | • Большая война / La grande guerra (Италия) реж. Марио Моничелли                                                               |                                                                                  |
| Лучший фильм на иностранном языке                                                                                                 | • Пау / Paw (Дания) реж. Астрид Хеннинг-Енсен                                                                                  |                                                                                  |
| Лучший фильм на иностранном языке                                                                                                 | • Деревня у реки / Dorp aan de rivier (Нидерланды) реж. Фонс Радемакерс                                                        |                                                                                  |

### Другие категории
| Категории                                                        | Лауреаты и номинанты | Лауреаты и номинанты                                                                                                  |
| ---------------------------------------------------------------- | --- | --- |
| Лучшая музыка: Саундтрек к драматическому или комедийному фильму | ★ Миклош Рожа — «Бен-Гур» | ★ Миклош Рожа — «Бен-Гур»                                                                                             |
| Лучшая музыка: Саундтрек к драматическому или комедийному фильму | • Альфред Ньюман — «Дневник Анны Франк» | |
| Лучшая музыка: Саундтрек к драматическому или комедийному фильму | • Франц Ваксман — «История монахини» | |
| Лучшая музыка: Саундтрек к драматическому или комедийному фильму | • Эрнест Голд — «На берегу» | |
| Лучшая музыка: Саундтрек к драматическому или комедийному фильму | • Фрэнк Де Вол — «Интимный разговор» | |
| Лучшая музыка: Саундтрек к музыкальному фильму                   | | ★ Андре Превин и Кен Дэрби — «Порги и Бесс»                                                                           |
| Лучшая музыка: Саундтрек к музыкальному фильму                   | • Лейт Стивенс — «Пять пенни» | |
| Лучшая музыка: Саундтрек к музыкальному фильму                   | • Нельсон Риддл и Джозеф Дж. Лиллей — «Крошка Абнер» | |
| Лучшая музыка: Саундтрек к музыкальному фильму                   | • Лайонел Ньюман — «Скажи лишь одно для меня» | |
| Лучшая музыка: Саундтрек к музыкальному фильму                   | • Джордж Брунс — «Спящая красавица» | |
| Лучшая песня к фильму                                            | ★ High Hopes — «Дыра в голове» — музыка: Джимми Ван Хэйсен, слова: Сэмми Кан                                                                            | ★ High Hopes — «Дыра в голове» — музыка: Джимми Ван Хэйсен, слова: Сэмми Кан                                          |
| Лучшая песня к фильму                                            | • The Best of Everything — «Самое лучшее» — музыка: Альфред Ньюман, слова: Сэмми Кан                                                                    | |
| Лучшая песня к фильму                                            | • The Five Pennies — «Пять пенни» — музыка и слова: Сильвия Файн                                                                                        | |
| Лучшая песня к фильму                                            | • The Hanging Tree — «Дерево для повешенных» — музыка: Джерри Ливингстон, слова: Мак Дэвид                                                              | |
| Лучшая песня к фильму                                            | • Strange Are the Ways of Love — «Молодая земля» — музыка: Дмитрий Тёмкин, слова: Нэд Вашингтон                                                         | |
| Лучший монтаж                                                    | ★ Ральф Э. Уинтерс, Джон Д. Даннинг — «Бен-Гур» | ★ Ральф Э. Уинтерс, Джон Д. Даннинг — «Бен-Гур»                                                                       |
| Лучший монтаж                                                    | • Луис Р. Лоффлер — «Анатомия убийства» | |
| Лучший монтаж                                                    | • Джордж Томазини — «На север через северо-запад» | |
| Лучший монтаж                                                    | • Уолтер Томпсон — «История монахини» | |
| Лучший монтаж                                                    | • Фредерик Кнудсон — «На берегу» | |
| Лучшая операторская работа (Чёрно-белый фильм)                   | ★ Уильям Си Меллор — «Дневник Анны Франк» | ★ Уильям Си Меллор — «Дневник Анны Франк»                                                                             |
| Лучшая операторская работа (Чёрно-белый фильм)                   | • Сэм Ливитт — «Анатомия убийства» | |
| Лучшая операторская работа (Чёрно-белый фильм)                   | • Джозеф Лашелл — «Карьера» | |
| Лучшая операторская работа (Чёрно-белый фильм)                   | • Чарльз Лэнг — «В джазе только девушки» | |
| Лучшая операторская работа (Чёрно-белый фильм)                   | • Гарри Стрэдлинг ст. — «Молодые филадельфийцы» | |
| Лучшая операторская работа (Цветной фильм)                       | ★ Роберт Л. Сёртис — «Бен-Гур» | ★ Роберт Л. Сёртис — «Бен-Гур»                                                                                        |
| Лучшая операторская работа (Цветной фильм)                       | • Ли Гармс — «Великий рыбак» | |
| Лучшая операторская работа (Цветной фильм)                       | • Дэниел Л. Фапп — «Пять пенни» | |
| Лучшая операторская работа (Цветной фильм)                       | • Франц Планер — «История монахини» | |
| Лучшая операторская работа (Цветной фильм)                       | • Леон Шамрой — «Порги и Бесс» | |
| Лучшая работа художника-постановщика (Чёрно-белый фильм)         | ★ Лайл Р. Вилер, Джордж У. Дэвис (постановщики), Уолтер М. Скотт, Стюарт А. Рейсс (декораторы) — «Дневник Анны Франк»                                   | ★ Лайл Р. Вилер, Джордж У. Дэвис (постановщики), Уолтер М. Скотт, Стюарт А. Рейсс (декораторы) — «Дневник Анны Франк» |
| Лучшая работа художника-постановщика (Чёрно-белый фильм)         | • Хэл Перейра, Уолтер Х. Тайлер (постановщики), Сэм Комер, Артур Крамс (декораторы) — «Карьера»                                                         | |
| Лучшая работа художника-постановщика (Чёрно-белый фильм)         | • Карл Андерсон (постановщик), Уильям Кирнан (декоратор) — «Последний разгневанный человек»                                                             | |
| Лучшая работа художника-постановщика (Чёрно-белый фильм)         | • Тед Хаворт (постановщик), Эдвард Дж. Бойл (декоратор) — «В джазе только девушки»                                                                      | |
| Лучшая работа художника-постановщика (Чёрно-белый фильм)         | • Оливер Мессель, Уильям Келлнер (постановщики), Скотт Слимон (декоратор) — «Внезапно, прошлым летом»                                                   | |
| Лучшая работа художника-постановщика (Цветной фильм)             | ★ Уильям А. Хорнинг (посмертно), Эдвард Карфанго (постановщики), Хью Хант (декоратор) — «Бен-Гур»                                                       | ★ Уильям А. Хорнинг (посмертно), Эдвард Карфанго (постановщики), Хью Хант (декоратор) — «Бен-Гур»                     |
| Лучшая работа художника-постановщика (Цветной фильм)             | • Джон ДеКуир (постановщик), Джулия Херон (декоратор) — «Великий рыбак»                                                                                 | |
| Лучшая работа художника-постановщика (Цветной фильм)             | • Лайл Р. Вилер, Франц Бачелин, Херман А. Блюменталь (постановщики), Уолтер М. Скотт, Джозеф Киш (декораторы) — «Путешествие к центру Земли»            | |
| Лучшая работа художника-постановщика (Цветной фильм)             | • Уильям А. Хорнинг (посмертно), Роберт Ф. Бойл, Мэрилл Пай (постановщики), Генри Грэйс, Фрэнк Р. МакКелви (декораторы) — «На север через северо-запад» | |
| Лучшая работа художника-постановщика (Цветной фильм)             | • Рихард Х. Ридель (постановщик, номинирован посмертно), Расселл А. Гаусман, Руби Р. Левитт (декораторы) — «Интимный разговор»                          | |
| Лучший дизайн костюмов (Чёрно-белый фильм)                       | ★ Орри-Келли — «В джазе только девушки» | ★ Орри-Келли — «В джазе только девушки»                                                                               |
| Лучший дизайн костюмов (Чёрно-белый фильм)                       | • Эдит Хэд — «Карьера» | |
| Лучший дизайн костюмов (Чёрно-белый фильм)                       | • Чарльз Ле Мэр и Мэри Уиллс — «Дневник Анны Франк» | |
| Лучший дизайн костюмов (Чёрно-белый фильм)                       | • Хелен Роуз — «Садовая беседка» | |
| Лучший дизайн костюмов (Чёрно-белый фильм)                       | • Ховард Шоуп — «Молодые филадельфийцы» | |
| Лучший дизайн костюмов (Цветной фильм)                           | ★ Элизабет Хэффенден — «Бен-Гур» | ★ Элизабет Хэффенден — «Бен-Гур»                                                                                      |
| Лучший дизайн костюмов (Цветной фильм)                           | • Аделе Палмер — «Самое лучшее» | |
| Лучший дизайн костюмов (Цветной фильм)                           | • Рени — «Великий рыбак» | |
| Лучший дизайн костюмов (Цветной фильм)                           | • Эдит Хэд — «Пять пенни» | |
| Лучший дизайн костюмов (Цветной фильм)                           | • Ирен Шарафф — «Порги и Бесс» | |
| Лучший звук                                                      | ★ Франклин Милтон (Metro-Goldwyn-Mayer SSD) — «Бен-Гур»                                                                                                 | ★ Франклин Милтон (Metro-Goldwyn-Mayer SSD) — «Бен-Гур»                                                               |
| Лучший звук                                                      | • Карлтон У. Фолкнер (20th Century-Fox SSD) — «Путешествие к центру Земли»                                                                              | |
| Лучший звук                                                      | • А. У. Уоткинс (Metro-Goldwyn-Mayer London SSD) — «Клевета»                                                                                            | |
| Лучший звук                                                      | • Джордж Гровс (Warner Bros. SSD) — «История монахини»                                                                                                  | |
| Лучший звук                                                      | • Гордон Сойер (Samuel Goldwyn SSD), Фред Хайнс (Todd-AO SSD) — «Порги и Бесс»                                                                          | |
| Лучшие спецэффекты                                               | ★ А. Арнольд Гиллеспи, Роберт МакДональд (визуальные эффекты), Майло Б. Лори (звуковые эффекты) — «Бен-Гур»                                             | ★ А. Арнольд Гиллеспи, Роберт МакДональд (визуальные эффекты), Майло Б. Лори (звуковые эффекты) — «Бен-Гур»           |
| Лучшие спецэффекты                                               | • Л. Б. Эбботт, Джеймс Б. Гордон (визуальные эффекты), Карлтон У. Фолкнер (звуковые эффекты) — «Путешествие к центру Земли»                             | |
| Лучший документальный полнометражный фильм                       | ★ «Серенгети не должен умереть» / Serengeti darf nicht sterben (продюсер: Бернхард Гржимек)                                                             | ★ «Серенгети не должен умереть» / Serengeti darf nicht sterben (продюсер: Бернхард Гржимек)                           |
| Лучший документальный полнометражный фильм                       | • The Race for Space (продюсер: Дэвид Л. Волпер) | |
| Лучший документальный короткометражный фильм                     | ★ «Стекло» / Glas (продюсер: Берт Ханстра) | ★ «Стекло» / Glas (продюсер: Берт Ханстра)                                                                            |
| Лучший документальный короткометражный фильм                     | • Дональд в «Матемагии» / Donald in Mathmagic Land (продюсер: Уолт Дисней)                                                                              | |
| Лучший документальный короткометражный фильм                     | • From Generation to Generation (продюсер: Эдвард Ф. Каллен)                                                                                            | |
| Лучший игровой короткометражный фильм                            | ★ «История золотой рыбки» / Histoire d’un poisson rouge (продюсер: Жак Ив Кусто)                                                                        | ★ «История золотой рыбки» / Histoire d’un poisson rouge (продюсер: Жак Ив Кусто)                                      |
| Лучший игровой короткометражный фильм                            | • / Between the Tides (продюсер: Йен Фергюсон) | |
| Лучший игровой короткометражный фильм                            | • Загадки глубины / Mysteries of the Deep (продюсер: Уолт Дисней)                                                                                       | |
| Лучший игровой короткометражный фильм                            | • The Running Jumping & Standing Still Film (продюсер: Питер Селлерс)                                                                                   | |
| Лучший игровой короткометражный фильм                            | • Небоскрёб / Skyscraper (продюсеры: Ширли Кларк, Уиллард Ван Дайк и Ирвинг Джейкоби)                                                                   | |
| Лучший короткометражный фильм (мультипликация)                   | ★ «Лунная птица» / Moonbird (продюсер: Джон Хабли) | ★ «Лунная птица» / Moonbird (продюсер: Джон Хабли)                                                                    |
| Лучший короткометражный фильм (мультипликация)                   | • Неудачники из Мехикали / Mexicali Shmoes (продюсер: Джон У. Бёртон)                                                                                   | |
| Лучший короткометражный фильм (мультипликация)                   | • Ноев ковчег / Noah’s Ark (продюсер: Уолт Дисней) | |
| Лучший короткометражный фильм (мультипликация)                   | • Скрипач / The Violinist (продюсер: Эрнест Пинтофф) | |

### Специальные награды
| Награда                                                         | Лауреаты | Лауреаты |
| --------------------------------------------------------------- | --- | --- |
| Премия за выдающиеся заслуги в кинематографе (Почётный «Оскар») | | ★ Ли де Форест — выдающемуся изобретателю и пионеру звукового кино. (for his pioneering inventions which brought sound to the motion picture.) |
| Премия за выдающиеся заслуги в кинематографе (Почётный «Оскар») | ★ Бастер Китон — за уникальный талант, который обеспечил бессмертие немой кинокомедии (for his unique talents which brought immortal comedies to the screen.) | |
| Награда имени Джина Хершолта                                    | | ★ Боб Хоуп |

## Научно-технические награды
| Категории | Лауреаты |
| --------- | --- |
| Class I   | Не присуждалась |
| Class II  | • Дуглас Ширер (Metro-Goldwyn-Mayer, Inc.), Роберт Э. Готтшальк, Ричард Мур (Panavision, Inc.) — за разработку системы производства и показа широкоформатных кинофильмов, известной как Camera 65.       |
| Class II  | • Уодсворт Э. Поль, Уильям Эванс, Вернер Хопф (посмертно), С.Э. Хоуз, Томас П. Диксон (Stanford Research Institute, Technicolor Corp.) — за дизайн и разработку электронного таймера печати Technicolor. |
| Class II  | • Уодсворт Э. Поль, Джек Алфорд, Генри Имус, Джозеф Шмит, Пол Фасснахт, Эл Лофквист (Technicolor Corp.) — за разработку и практическое применение оборудования для мокрой печати.                        |
| Class II  | • Ховард С. Коулман, Э. Фрэнсис Тернер, Гарольд Х. Шредер, Джеймс Р. Бенфорд, Гарольд Э. Розенбергер (Bausch & Lomb Optical Co.) — за дизайн и разработку проекционного зеркала Balcold.                 |
| Class II  | • Роберт П. Гуттерман (General Kinetics, Inc.), (Lipsner-Smith Corp.) — за проектирование и разработку ультразвукового очистителя пленки CF-2.                                                           |
| Class III | • Аб Айверкс (Walt Disney Productions) — за разработку усовершенствованного оптического принтера для спецэффектов и матовых снимков.                                                                     |
| Class III | • Э. Л. Стоунз, Глен Робинсон, Уинфилд Хаббард, Лютер Ньюман (Строительный отдел студии M-G-M) — за проектирование многоканатной лебедки с дистанционным управлением.                                    |